# Olivia (film 1951)
Olivia è un film del 1951 diretto da Jacqueline Audry.